# Ceriana annulifera
Ceriana annulifera är en tvåvingeart som först beskrevs av Walker 1861.  Ceriana annulifera ingår i släktet griffelblomflugor, och familjen blomflugor. Inga underarter finns listade i Catalogue of Life.